# 15cm K 18

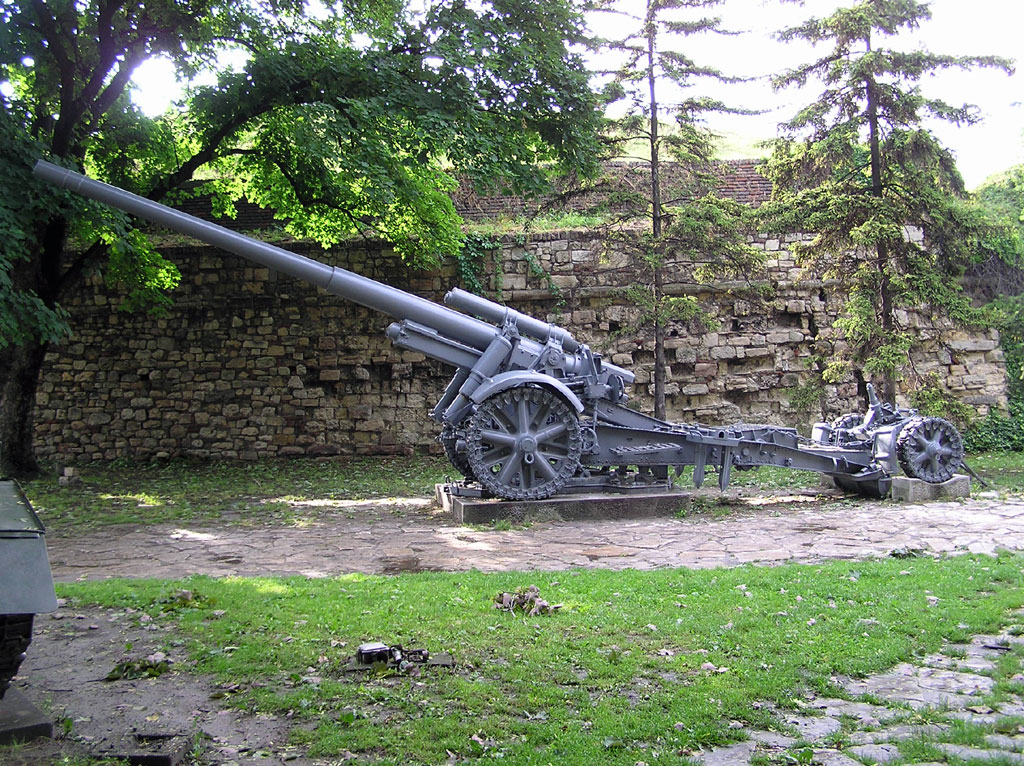
セルビア・ベオグラード軍事博物館に展示されている15cm K 18

15cm K 18（ドイツ語：15 cm Kanone 18）とは、第二次世界大戦においてナチス・ドイツが使用した口径150mmのカノン砲である。

## 開発
1933年、ラインメタル社は第一次世界大戦中に使用されていた15cm K 16の後継たる新型カノン砲の開発を開始した。1938年に生産が開始されたが、K 16と比較して2トン以上も重量が増した割には射程が2,000mほどしか伸びていなかった。
2分割された台座を使用すれば水平全周囲旋回が可能であったため、前線での評判は比較的良好であった。

## スペック
- 口径：149.1mm
- 全長：8.2m
- 全幅：m
- 重量：12,460kg（砲撃時）/ 18,600kg（牽引時）
- 砲身長：6,432mm
- 仰俯角：-2°~+43°
- 左右旋回角：10°（直接接地）/ 360°（台座上）
- 運用要員：名
- 発射速度：2発/分（最大）
- 射程：24,500m
- 生産期間：1938年~19??年
- 生産総数：101門